# مستقبل الأرض
يمكن استنتاج المستقبل البيولوجي والجيولوجي للأرض استنادا إلى التأثيرات التقديرية للعديد من المؤثرات على المدى الطويل. تشمل هذه التأثيرات: الكيمياء على سطح الأرض، ومعدل التبريد الداخلي للكوكب، وتفاعلات الجاذبية مع الأجسام الأخرى في النظام الشمسي، والزيادة الثابتة في توهج الشمس. التأثير المستمر للتكنولوجيا التي أدخلها البشر هو عامل غير مؤكد في هذا الاستقراء، مثل الهندسة المناخية، والتي يمكن أن تسبب تغييرات كبيرة لكوكب الأرض. الاختفاء الحالي لفترة «الهولوسين»  البيولوجية ناتج عن التقدم التكنولوجي، وهذه التأثيرات قد تستمر حوالي خمسة ملايين سنة. في المقابل، قد تؤدى التكنولوجيا إلى انقراض الجنس البشري، تاركة هذا الكوكب يعود تدريجيا إلى وتيرة تطور أبطأ الناتجة فقط من العمليات الطبيعية على المدى الطويل.
بمرور الوقت عبر مئات الملايين من السنين، شكلت الكثير من الأحداث الطبيعية العشوائية خطرا عالميا على المجال الحيوي، والتي يمكن أن تؤدي إلى انقراض جماعي. تشمل هذه الآثار المذنبات أو الكويكبات بأقطار من 5-10 كم (3,1-6,2 ميل) أو أكثر، إمكانية حدوث انفجار نجمي هائل، تدعى «سوبر نوفا»، داخل دائرة نصف قطرها 100سنة ضوئية من الشمس، ويدعى بالسوبرنوفا القريب من الأرض. الأحداث الجيولوجية الأخرى واسعة النطاق لديها قابلية أكبر للتنبؤ. إذا تم تجاهل الآثار الطويلة الأجل لظاهرة الاحتباس الحراري، نظرية ميلانكوفيتش تتوقع أن هذا الكوكب سوف يستمر في الخضوع لفترات جليدية على الأقل حتى يصل العصر الجليدي الرباعي إلى نهايته. تلك الفترات التي سببها: الانحراف، والميل المحوري، والسبق المداري للأرض،  كجزء من دورة الزحف القاري، ربما تؤدي الصفائح التكتونية إلى الزحف القاري في غضون 250- 350 مليون سنة. في وقت ما خلال السنوات من1.5إلى4.5مليار سنة المقبلة، قد يبدأ الميل المحوري للأرض في الخضوع لتغيرات فوضوية، مع تغيرات في الميل المحوري لزاوية تصل إلى 90.
خلال الأربعة بلايين سنة المقبلة، فإن توهج الشمس سيزيد زيادة مطردة، مما يؤدى إلى ارتفاع في الإشعاع الشمسي الذي يصل إلى الأرض. مما يؤدي إلى ارتفاع معدل تفتيت وتحلل المعادن السيليكاتية بواسطة العوامل الجوية، والذي سيؤدي إلى انخفاض في مستوى ثاني أكسيد الكربون في الغلاف الجوي. بعد حوالي 600 مليون سنة من الآن، فإن مستوى ثاني أكسيد الكربون سينخفض دون المستوى اللازم للحفاظ على تثبيت الكربون الضوئي c3 المستخدم من قبل الأشجار. بعض النباتات تستخدم طريقة تثبيت الكربون C4 ، مما يتيح لهم الحفاظ على ثاني أكسيد الكربون في تركيزات منخفضة تصل إلى 10 أجزاء في المليون. ومع ذلك، فإن التوجه على المدى الطويل هو الحفاظ على حياة النبات بدلا من موتها تماما. بانقراض النباتات ستنتهي جميع أشكال الحياة الحيوانية تقريبا، حيث تعد النباتات هي قاعدة السلسلة الغذائية على الأرض.
بعد حوالي بليون سنة، فإن سطوع الشمس سيكون أعلى بنسبة 10٪ مما هو عليه الآن. مما سيؤدي إلى تحويل الغلاف الجوي إلى «الاحتباس الحراري الرطب»، مما سيؤدى إلى تبخر كبير للمحيطات. كنتيجة محتملة لذلك، ستنتهي الصفائح التكتونية، ومعها دورة الكربون بأكملها. وبعد هذا الحدث، بحوالي 2-3 مليار سنة، الدينامو المغناطيسي لكوكب الأرض سوف يتوقف، مسببا تعطل الغلاف المغناطيسي وسيؤدي إلى تسارع فقدان المواد المتطايرة من الغلاف الجوي الخارجي. بعد أربعة مليارات سنة من الآن، فإن الزيادة في درجة حرارة سطح الأرض ستتسبب في ظاهرة الاحتباس الحراري، سخونة السطح ستكون كافية للذوبان. عند تلك النقطة ستنقرض جميع أشكال الحياة على الأرض. المصير المحتمل لهذا الكوكب هو أن يُمتص عن طريق الشمس بعد حوالي 7.5 بليون سنة، بعد دخولها مرحلة العملاق الأحمر وتوسعها لعبور المدار الحالي للكوكب.

## التأثير البشري

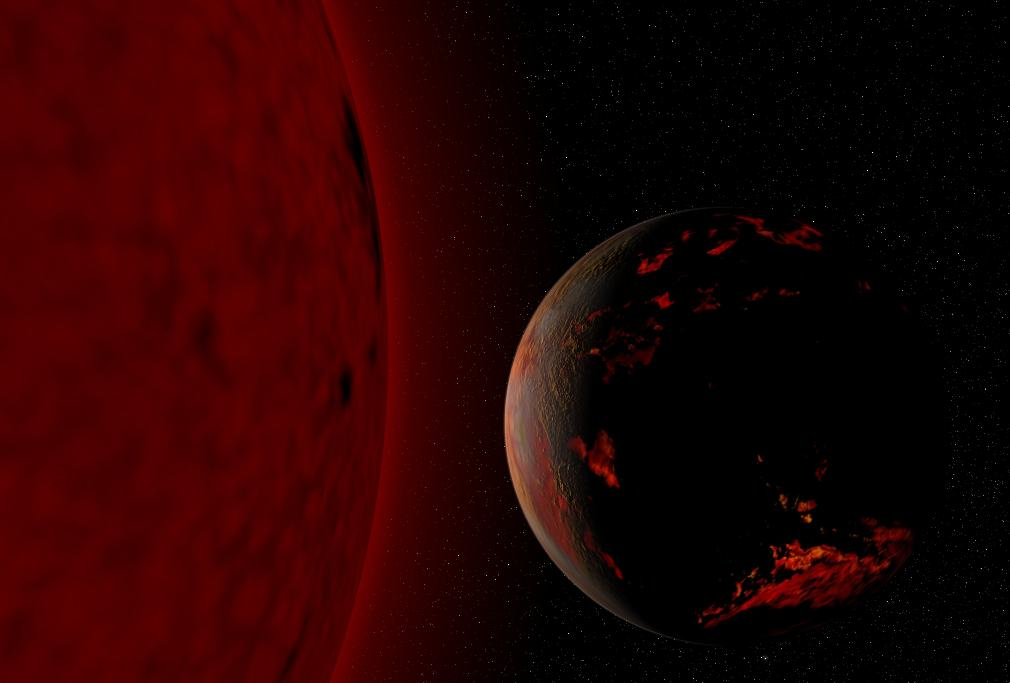
صورة توضيحية للأرض المحروقة بعدما دخلت الشمس مرحلة العملاق الأحمر

يلعب البشر دورا رئيسيا في المحيط الحيوي، مع كثافة السكان الكبيرة الغالبة على الكثير من النظم البيئية للأرض. وقد نتج عن ذلك الانقراض الجماعي على نطاق واسع، المستمر للأنواع الأخرى خلال العصر الجيولوجي الحالي، الذي يعرف الآن باسم انقراض الهولوسين. ويدعى بالخسارة على نطاق واسع من الأنواع الناتجة عن التأثير البشري منذ 1950s الأزمة الحيوية، مع ما يقدر ب 10٪ من مجموع الأنواع التي فقدت اعتبارا من عام 2007.  بالمعدلات الحالية، حوالي 30٪ من الأنواع معرضة لخطر الانقراض في المئة سنة القادمة. حالة انقراض الهولوسين ناتجة  عن تدمير الموائل، والتوزيع الهائل من الأنواع الغازية، والصيد، وتغير المناخ.  في وقتنا الحاضر، فقد كان النشاط البشري له تأثير كبير على سطح هذا الكوكب. أكثر من ثلث سطح الأرض قد تم تعديله من قبل تصرفات البشر، واستخدم البشر حوالي 20٪ من الإنتاج الأولي العالمي الأولي. زاد تركيز ثاني أكسيد الكربون في الغلاف الجوي بما يقرب من 30٪ منذ بداية الثورة الصناعية.
تم توقع عواقب الأزمة الحيوية المستمرة أن تستمر لخمسة ملايين سنة على الأقل.  ويمكن أن يؤدي إلى انخفاض في التنوع البيولوجي وتجانس الكائنات الحية، الذي يرافقه انتشار الأنواع الانتهازية، مثل الآفات والأعشاب الضارة. أنواع جديدة قد تظهر أيضا. في أصناف معينة يمكن أن تزدهر في النظم الإيكولوجية التي يهيمن عليها الإنسان والتي قد تتنوع بسرعة إلى العديد من الأنواع الجديدة. من المرجح أن تستفيد الميكروبات من الزيادة في المحاريب البيئية لتخصيب المغذيات. ومن المحتمل أن لا تتواجد أنواع جديدة من الفقاريات الكبيرة وربما يتم اختصار قائمة سلاسل الغذاء.
هناك سيناريوهات متعددة لمواجهة المخاطر المعروفة التي يمكن أن يكون لها تأثير عالمي على هذا الكوكب. من وجهة نظر الإنسانية، ويمكن تقسيمها إلى مخاطر إمكانية البقاء والمخاطر النهائية. المخاطر التي تشكلها الإنسانية لنفسها شاملة تغير المناخ، وسوء استخدام تكنولوجيا النانو، المحرقة النووية، والحرب مع المبرمج الخارق، هو مرض وراثي، أو كارثة سببتها تجربة الفيزياء. وبالمثل، العديد من الأحداث الطبيعية تشكل تهديد كتهديد يوم القيامة، بما في ذلك مرض شديد الضراوة، تأثير كويكب أو مذنب، والاحتباس الحراري الهارب، واستنزاف الموارد. قد يكون هناك أيضا إمكانية لغزو من قبل جنس آخر من خارج الأرض. هذه هي الاحتمالات الفعلية لهذه السيناريوهات الصعبة إن لم يكن من المستحيل أن نتجنبها.
ينبغي أن يصبح الجنس البشري منقرضا، العديد من الميزات التي جمعتها الإنسانية سوف تبدأ في الاضمحلال. أكبر الهياكل ويقدر الاضمحلال بنصف عمر حوالي 1000 سنة. من المرجح أن تكون الهياكل التي كانت قيد الحياة الماضية مجوفة بالألغام، ومقالب القمامة الكبيرة، والطرق الرئيسية، وقناة واسعة التخفيضات، وسدود الأرض الممتلئة الجناح. هناك عدد قليل من الآثار الحجرية الضخمة مثل الأهرامات في الجيزة، المقبرة أو النحت على جبل راشمور ربما لا يزال على قيد الحياة في شكله وهيئته بعد مليون سنة.

## الأحداث العشوائية

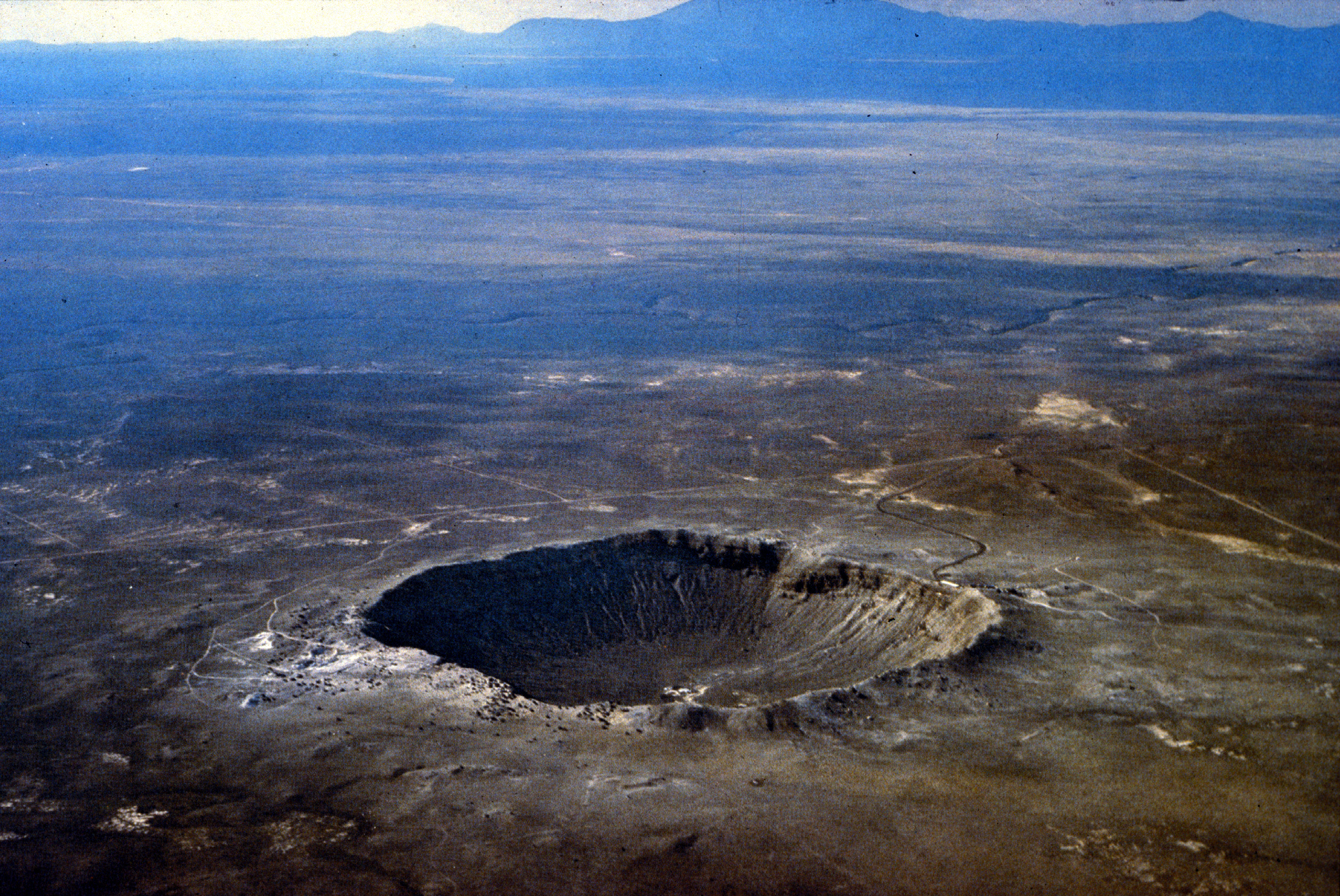
نيزك بارنجر كريتر في سارية العلم، أريزونا، تظهر الأدلة من تأثير الأجرام السماوية على الأرض

تدورالشمس حول مجرة درب التبانة، وقد تقترب نجوم تائهة بما فيه الكفاية ليكون لها تأثير اضطرابي في النظام الشمسي. قد يسبب لقاء نجمين بالقرب من انخفاض كبير في المسافات في الحضيض بين المذنبات في تكوين (سحابة أورت) للمنطقة الكروية للأجسام الثلجية التي تدور في غضون نصف سنة ضوئية من الشمس. مثل هذا اللقاء يمكن أن يؤدي إلى زيادة 40 ضعفا في عدد من المذنبات التي تصل إلى النظام الشمسي الداخلي. الآثار الناجمة عن هذه المذنبات يمكن أن تؤدي إلى انقراض جماعي للحياة على الأرض. تحدث هذه اللقاءات التخريبية بمعدل مرة واحدة كل 45 مليون سنة. في الوقت المحدد للشمس للاصطدام بنجم آخر في المنطقة الشمسية والتي تقدر بحوالي 3 × 1013 سنة، 3 × 1013 years وهو أطول بكثير من العمر المقدر لمجرة درب التبانة، في ~ 1.3 × 1010 سنة. ~1.3 × 1010 yearsويمكن اعتبار ذلك مؤشرا على انخفاض احتمال مثل هذا الحدث الذي يحدث خلال فترة حياة الأرض.
الطاقة المنطلقة من اصطدام كويكب أو مذنب يبلغ قطرها 5-10 كم (3,1-6,2 ميل) 5–10 كـم (3.1–6.2 ميل)أو أكبر لخلق كارثة بيئية عالمية لتسبب زيادة النسبة الإحصائية في انقراض عدد من الأنواع. ومن بين الآثار الضارة الناتجة عن تأثير حدث كبير والتي تعرف بسحابة الغبار الناعم الطراحة التي ستغطى الكرة الأرضية، مما يقلل من درجة حرارة الأرض بنحو 15 °م (27 °ف)15 درجة مئوية (27 درجة فهرنهايت) خلال أُسبوع ويؤدى إلى توقف عملية التمثيل الضوئي لعدة أشهر. ويقدر متوسط الوقت بين التأثيرات الكبيرة بحوالي 100 مليون سنة على الأقل. خلال ال540 مليون سنة الماضية، أظهرت المحاكاة أن مثل هذا المعدل تأثيره كافي ليتسبب في 5-6 من حالات الانقراض الجماعي و20-30 من أحداث أقل شدة. هذا يطابق السجل الجيولوجي للانقراض الكبير الذي حدث خلال ما يعرف ب (دهر البشائر- إيون). ومن المتوقع أن تستمر مثل هذه الأحداث في المستقبل .
السوبرنوفا هو انفجار مفاجئ وعنيف لنجم ما. داخل مجرة درب التبانة، تحدث انفجارات السوبرنوفا في المتوسط مرة واحدة كل 40 عام. خلال تاريخ الأرض، وعلى الأرجح وقعت مثل هذه الأحداث المتعددة ضمن مسافة 100 سنة ضوئية. الانفجارات داخل هذه المسافة يمكن أن تلوث الكوكب مع النظائر المشعة وربما تؤثر على الغلاف الحيوي. أشعة جاما المنبعثة من سوبر نوفا تتفاعل مع النيتروجين في الغلاف الجوي، وتنتج أكاسيد النيتروجين. تسبب هذه الجزيئات تآكل طبقة الأوزون التي تحمي سطح الأرض من الأشعة فوق البنفسجية الناتجة من الشمس. مجرد الزيادة في نسبة الأشعة فوق البنفسجية 10-30٪ فقط كافية لإحداث تأثير كبير في الحياة؛ خاص للعوالق النباتية التي تشكل قاعدة السلسلة الغذائية في المحيطات. انفجار سوبر نوفا على مسافة 26 سنة ضوئية سيقلل من كثافة عمود الأوزون بمقدار النصف. في المعدل المتوسط، يحدث انفجار المستعرات العظمية بعد 32 سنة ضوئية مرة واحدة كل بضع مئات من ملايين السنين، مما سيؤدى إلى استنفاد طبقة الأوزون التي استمرت عدة قرون. بعد أكثر من ملياري سنة، سيكون هناك حوالي 20 انفجار للسوبرنوفا وآخر لأشعة راى غاما التي سيكون لها تأثير كبير على الغلاف الحيوي على كوكب الأرض.
التأثير التدريجي الناشئ من اضطرابات الجاذبية بين الكواكب سيؤدي إلى تكوين النظام الداخلي للطاقة الشمسية الذي سيتصرف بالكامل عشوائيا على مدى فترات زمنية طويلة. هذا لا يؤثر بشكل كبير على استقرار النظام الشمسي على مدى بضعة ملايين من السنين أو أقل، ولكن مع مرور مليارات السنين لن يصبح ممكنا حينها التنبؤ بمدارات الكواكب. وتشير المحاكاة الحاسوبية لتطور النظام الشمسي أنه على مدى الخمسة مليارات سنة القادمة ستكون هناك نسبة صغيرة (أقل من 1٪) فرصة التصادم الذي يمكن أن يحدث بين الأرض وإما عطارد، الزهرة، أو المريخ . وخلال نفس الفترة الفاصلة، سوف تكون الاحتمالات مبعثرة على الأرض خارج المجموعة الشمسية التي كتبها نجم عابر وهي بناء على أمر من جزء واحد من 105. في مثل هذا السيناريو، فإن المحيطات ستتجمد بعد عدة ملايين من السنين، ولم يتبق سوى تجاويف قليلة من الماء السائل حوالي 14 كم 14 كـم (8.7 ميل) (8.7 ميل) تحت الأرض. هناك فرصة بأن الأرض بدلا من ذلك سيتم أسرها عن طريق تمرير نظام النجوم الثنائية، تاركة المحيط الحيوي لكوكب الأرض بالبقاء سليما. احتمالات حدوث ذلك هي فرصة واحدة من ثلاثة ملايين.

## المدار والدوران
اضطرابات الجاذبية للكواكب الأخرى في المجموعة الشمسية تندمج لتعديل مدار الأرض واتجاه محور دورانه. هذه التغييرات يمكن أن تؤثر على المناخ الكوكبي.

### التجلد
تاريخيا، كانت هناك دورات العصور الجليدية حيث تغطي الصفائح الجليدية بشكل دوري مناطق خطوط العرض العليا للقارات. قد تحدث العصور الجليدية بسبب التغيرات في دوران المحيطات والزحف القاري الناجم عن الصفائح التكتونية. نظرية ميلانكوفيتش تتوقع أن الفترات الجليدية تحدث أثناء العصور الجليدية بسبب العوامل الفلكية في التركيبة مع آليات التغذية المرتدة للمناخ. الخصائص الفلكية الأساسية تكون أعلى انحرافا مداريا بنسبة أكبر من المعتاد، الميل المحوري المنخفض (أو الميل)، والمواءمة بين الانقلاب الصيفي مع الأوج. كل هذه الآثار تحدث دوريا. على سبيل المثال، يتغير الانحراف عبر دورات وقت حوالي 100,000 و 400,000 سنة، بقيمة تتراوح بين أقل من 0.01 إلى 0.05. هذا هو ما يعادل تغيير نصف المحور الرئيسي لمدار الكوكب من 99.95٪ من نصف المحور الرئيسي ل99.88٪، على التوالي.
تمر الأرض خلال العصر الجليدي المعروف باسم التجلد الرباعي، وحاليا في فترة جليد الهولوسين. عادة يكون من المتوقع أن تنتهي هذه الفترة بعد حوالي 25,000 سنة. ومع ذلك، فإن زيادة معدل إطلاق ثاني أكسيد الكربون في الغلاف الجوي من قبل البشر قد يؤخر بداية الفترة الجليدية القادمة حتى 50,000-130,000 سنة على الأقل من الآن. من ناحية أخرى، فإن فترة الاحتباس الحراري العالمي لمدة محدودة (استنادا إلى افتراض أن استخدام الوقود الأحفوري سوف يتوقف بحلول عام 2200) ربما يؤثر فقط على الفترة الجليدية لنحو 5000 سنة. وبالتالي فإن فترة وجيزة من ظاهرة الاحتباس الحراري التي يسببها من خلال قيمتها بعد بضعة قرون من انبعاثات الغازات الدفيئة التي لن يكون لها سوى تأثير محدود على المدى الطويل.

### الميل

إزاحة تناوب انتفاخ المد والجزر اللذان يمارسان شبكة الدوران على سطح القمر، وتعزيزها حين يتباطأ دوران الأرض.

تسارع المد والجزر من القمر يبطئ من معدل دوران الأرض ويزيد من المسافة بين الأرض والقمر. الآثار بين احتكاك القلب وانطلاق الحرارة بين الغلاف الجوي والسطح يمكن أن تبدد الطاقة الدورانية للأرض. ومن المتوقع أن تزيد من طول اليوم بأكثر من 1.5 ساعة على مدى ال 250 مليون سنة القادمة، ولزيادة الميل بنحو نصف درجة . ستزيد المسافة إلى القمر بنسبة حوالي 1.5 نصف قطر الأرض خلال نفس الفترة.
استنادا إلى نماذج الكمبيوتر، فإن وجود القمر يبدو لتحقيق الاستقرار لميل الأرض، مما قد يساعد كوكب الأرض في تجنب التغيرات المناخية الهائلة. وسيتحقق هذا الاستقرار لأن القمر يزيد من معدل السبق من محور دوران الأرض (وهذه هي، حركة السبق لمسير الشمس)، وبالتالي تجنب الأصداء بين السبق من الزيادة والنقصان والسبق لمستوى مدارى لكوكب نسبة إلى كوكب المشتري. مع ذلك، مع استمرار زيادة نصف المحور الرئيسي لمدار القمر، سيكون هذا أثرا ينقص من تحقيق الاستقرار . في مرحلة ما، وآثار الاضطراب ربما تسبب تغيرات الفوضى في ميل الأرض، ويمكن أن يغير الميل المحوري من زوايا تصل إلى 90 درجة من الطائرة من المدار. ومن المتوقع أن تحدث بعد ما بين 1.5 و 4.5 مليار سنة من الآن.
و ربما يؤدي الميل الكبير إلى تغييرات جذرية في المناخ وقد يدمر الصلاحية السكنية لهذا الكوكب. عندما يتجاوز الميل المحوري للأرض 54 درجة، ويكون التشمس السنوي عند خط الاستواء أقل من ذلك التشمس عند القطبين. يمكن أن يظل هذا الكوكب في أي ميل من 60 درجة إلى 90 درجة لفترات قد تدوم إلى 10 ملايين سنة.

## الديناميكا الجيولوجية

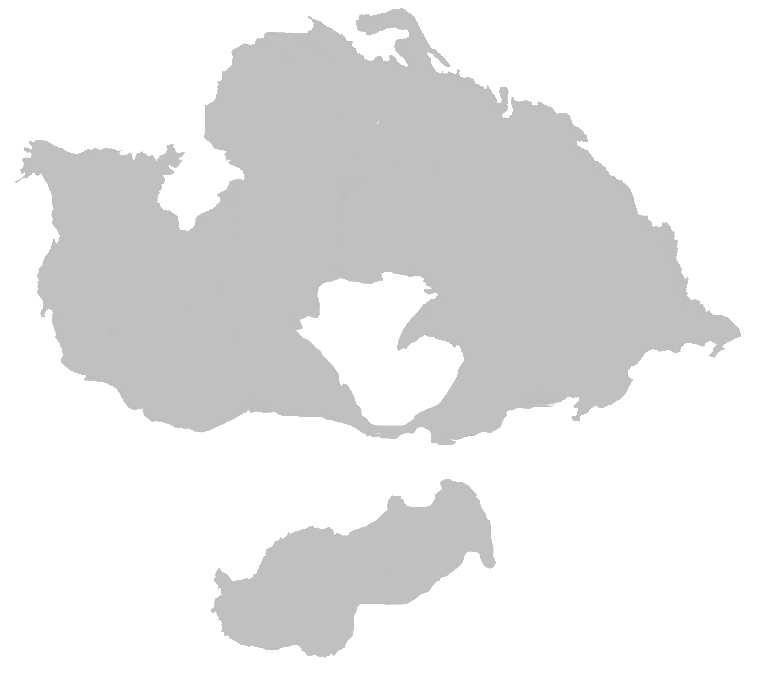
التقدير التقريبي لبانجايا الأخرى ، واحدة من النماذج الثلاثة للقارة العظمى في المستقبل.

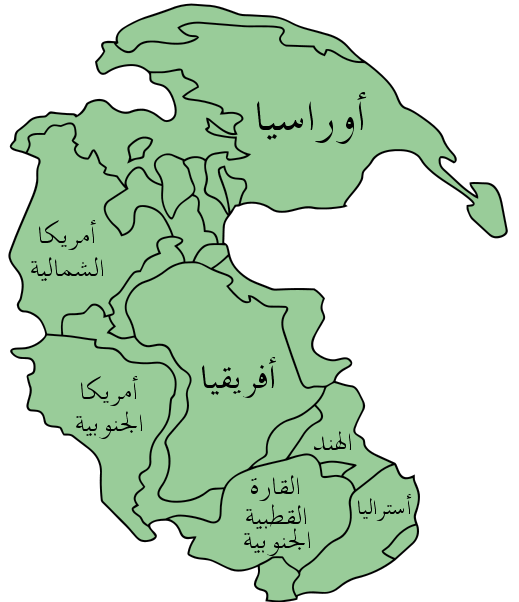
بانجايا كانت آخر قارة عظمى قبل وقت طويل من حاضرنا هذا

سوف تستمر الأحداث القائمة على الصفائح التكتونية في الحدوث في المستقبل وسيتم تشكيل السطح بشكل مطرد من خلال الزيادة في التكتونية، لسحب الألمنيوم، والتعرية. ومن المتوقع أن تندلع حوالي 40 مرة خلال السنوات ال1000 القادمة بجبل فيزوف. بخلال الفترة نفسها، حوالي 5-7 زلازل التي تبلغ قوتها 8 أو ينبغي أن يحدث على طول صدع سان أندرياس بشكل أكبر، في حين أن حوالي 50 حجم في 9 أحداث قد يكون من المتوقع في جميع أنحاء العالم . (ماونا لوا)من المتوقع أن تواجه نحو 200 انفجار خلال السنوات ال1000 المقبلة، ومن المرجح أن السخانات القديمة سوف تتوقف عن العمل. ستواصل شلالات نياجرا في التراجع ضد التيار، ليصل إلى بافالو بعد حوالي 30,000-50,000 سنة.
بعد حوالي 10,000 سنة، سينخفض انتعاش ما بعد الجليدية في بحر البلطيق بعمق حوالي 90 م (300 قدم) مترا. وسينخفض خليج هدسون إلى عمق 100 متر خلال الفترة نفسها. بعد 100,000 سنة، وقد تحولت جزيرة هاواي نحو 9 كم (5.6 ميل) إلى الشمال الغربي. قد يدخل هذا الكوكب فترة جليدية أخرى قبل هذا الوقت.

### الانجراف القاري
نظرية الصفائح التكتونية تثبت أن قارات الأرض تتحرك عبر السطح بمعدل بضعة سنتيمترات سنويا. ومن المتوقع أن يستمر هذا، مما سيتسبب في تحرك تلك القارات وتصادمها. مما سيسهل الانجراف القاري من قبل اثنين من العوامل هي: توليد الطاقة داخل الكوكب ووجود الماء. مع فقدان أي من هذه العوامل، سينتهي الانجراف القاري. إنتاج الحرارة من خلال العمليات الإشعاعية سيكفى للحفاظ على انتقال الحرارة والاندساس خلال ال 1.1 مليار سنة المقبلة على الأقل.
في الوقت الحاضر، قارتي أمريكا الشمالية والجنوبية تتجه غربا من أفريقيا وأوروبا. لقد ابتكر الباحثون عدة سيناريوهات حول كيفية مواصلة ذلك في المستقبل. نماذج الديناميكا الجيولوجية يمكن تمييزها من خلال تدفق الاندساس، حيث تتحرك القشرة المحيطية تحت القارة. في نموذج الانطواء، والأصغر سنا، والداخلية، وسيصبح المحيط الأطلسي منخفضا تفضيليا، الهجرة الحالية من الشمال والتي تتم عكس أمريكا الجنوبية. في نموذج الانبساط، الشامل كبار السن، والخارجي، والمحيط الهادي، والمحيط المنخفض تفضيليا، وأمريكا الشمالية والجنوبية المهاجرة نحو شرق آسيا.
مع تحسن فهم الديناميكا الجيولوجية، فإن هذه النماذج ستكون خاضعة للمراجعة. في عام 2008، على سبيل المثال، تم استخدام المحاكاة الحاسوبية للتنبؤ بأن إعادة تنظيم الحمل الحراري المختزن سيحدث خلال ال100 مليون سنة القادمة، مما سيتسبب في الزحف القاري الآتي من أفريقيا، وأوراسيا، واستراليا، والقارة القطبية الجنوبية وأمريكا الجنوبية لتتشكل حول القارة القطبية الجنوبية.
بغض النظر عن نتائج الهجرة القارية، فستؤدى عملية الاندساس المستمرة إلى نقل المياه ليتم تخزينها. بعد مليار سنة من الوقت الحاضر، سيعطي نموذج الديناميكا الفيزيائية تقديرات بأن 27٪ من كتلة المحيط الحالية ستنخفض. إذا استمرت هذه العملية الغير معدلة في المستقبل، فسيحدث الاندساس وسيتم التوصل إلى التوازن بعد أن تنخفض نسبة 65٪ من كتلة المحيط الحالية.

## الانطواء
رسم كريستوفر سكوتس وزملاؤه خرائط لتوقعات بعد عدة مئات من ملايين السنين في المستقبل كجزء من مشروع (خريطة بالوي). في السيناريو، وبعد 50 مليون سنة من الآن سيكون البحر الأبيض المتوسط قد اختفي وسوف يحدث تصادم بين قارتي أوروبا وأفريقيا نتيجة إنشاء سلسلة جبال طويلة تمتد إلى الموقع الحالي في منطقة الخليج العربي. سوف تندمج أستراليا مع اندونيسيا، وسوف تنزلق باجا مع كاليفورنيا نحو الشمال على طول الساحل. قد تظهر مناطق جديدة للاندساس قبالة الساحل الشرقي لأمريكا الشمالية والجنوبية، وسوف تتشكل سلاسل جبلية على طول تلك السواحل.إلى الجنوب، لذا سوف تحدث هجرة من القطب الجنوبي إلى الشمالي ستسبب ذوبان كل من الصفائح الجليدية. هذا، باللإضافة إلى ذوبان الصفائح الجليدية في غرينلاند، ورفع متوسط مستوى المحيطات 90 مترا (300 قدم).الفيضانات الداخلية للقارات ستؤدي إلى تغييرات بالمناخ.
كما سيستمر هذا السيناريو ل 100 مليون سنة من الوقت الحاضر حيث سيكون قد انتشر إلى أقصى مداه القاري ومن ثم تبدأ القارات في الاندماج.بغضون 250 مليون سنة، أمريكا الشمالية ستصطدم بقارة أفريقيا بينما أمريكا الجنوبية سوف تلتف حول الجهة الجنوبية لأفريقيا. ستكون النتيجة تشكيل القارة العظمى الجديدة (التي تسمى أحيانا ب (بانجيا) الأخرى)، ستمتد مع المحيط الهادئ عبر نصف الكرة الأرضية. سوف تتجه قارة القطب الجنوبي عكس الاتجاه وتعود إلى القطب الجنوبي، ثم تبدأ في بناء الغطاء الجليدي الجديد.

### الانبساط
كان الكندي بول هوفمان من جامعة هارفارد أول عالم يقوم باستقراء الاقتراحات الحالية للقارات الجيولوجية . في عام 1992، توقع هوفمان أن قارتي أمريكا الشمالية والجنوبية ستواصلان التقدم عبر المحيط الهادئ، والتمحور حول سيبيريا حتى يبدآ بالاندماج مع آسيا. وأطلق على القارة العظمى الناتجة عن ذلك اسم (أماسيا)، وفي وقت لاحق، في التسعينات من القرن العشرين ، توقع «روي ليفرمور» بحسب سيناريو مماثل، أن القارة القطبية الجنوبية ستبدأ في الهجرة شمالا، وسيكون على شرق أفريقيا ومدغشقر التحرك عبر المحيط الهندي لتندمج مع آسيا.
في (نموذج الانبساط)، ستكون نهاية المحيط الهادي كاملا في حوالي 350 مليون سنة. ويمثل هذا الإنجاز لدورة القارة العظمى الحالية، حيث ستنقسم القارات عن بعضها ثم تندمج مع بعضها البعض بعد (450-550) مليون سنة. حين يتم تشكيل القارة العظمى، قد تدخل الصفائح التكتونية فترة من الخمول، حيث ينخفض معدل الاندساس تحت تأثير حجمها. هذه الفترة من الاستقرار يمكن أن تسبب زيادة في درجة الحرارة المكبوتة بمعدل 30-100 (54-180 درجة فهرنهايت) درجة مئوية في كل 100 مليون سنة، وهو الحد الأدنى لعمر القارة العظمى الماضية. ونتيجة لذلك، قد يزيد النشاط البركاني.

### القارة العظمى
تشكيل القارة العظمى يمكن أن يؤثر بشكل كبير على البيئة. سوف يؤدي اصطدام الصفائح إلى بناء الجبال، وبالتالي تغير أنماط الطقس. قد تنخفض مستويات البحار بسبب زيادة التجلد.  معدل التجوية السطحية يمكن أن يرتفع، مما سيؤدى إلى زيادة في معدل دفن تلك المواد العضوية . يمكن أن تسبب القارة العظمى انخفاضا في درجات الحرارة في العالم وزيادة الأكسجين في الغلاف الجوي. وهذا بدوره، يمكن أن يؤثر على المناخ، مما يخفّض درجات الحرارة. كل هذه التغيرات يمكن أن تؤدي إلى مزيد من التطور البيولوجي السريع مع ظهور مجالات جديدة. تشكيل القارة العظمى سيعزل انطلاق الحرارة ليركز تدفق الحرارة، مما سيسفر عن براكين وتغرق مناطق واسعة بواسطة البازلت. وسوف تتشكل القارة العظمى ثم تنفصل مرة أخرى. قد يشهد الكوكب فترة الاحتباس الحراري، كما حدث خلال العصر الطباشيري.

### تصلب اللب الخارجي
تنقسم المنطقة الأساسية الغنية بالحديد في الأرض إلى 1220 كم (760 ميل) لنصف قطر اللب الداخلي الصلب لها، و3،480 كم (2,160 ميل) لدائرة نصف قطر اللب الخارجي السائل لها. يخلق دوران الأرض دوامات الحمل الحراري في منطقة اللب الخارجي الذي يعمل بمثابة دينامو. هذا سيولد الحقل المغناطيسي حول الأرض الذي سيجعل الجسيمات تنحرف من الرياح الشمسية، الذي سيحُول دون تآكل جزء كبير من الغلاف الجوي . كما يتم نقل الحرارة من المركزإلى الخارج في اتجاه الحرارة المنطلقة، فيميل الاتجاه الشبكي نحو تجميد الحدود الداخلية من منطقة اللب الخارجي السائل ، وبالتالي الإفراج عن الطاقة الحرارية والتسبب في نمو النواة الداخلية الصلبة. كانت هذه العملية لبلورة الحديد مستمرة لمدة بليون سنة. في العصر الحديث، نصف قطر النواة الداخلية سيتوسع بمعدل ما يقرب من 0.5 ملم (0.02 في) في السنة، على حساب اللب الخارجي. تقريبا كل الطاقة اللازمة لتشغيل الدينامو سيتم توفيرها من قبل عملية (تشكيل النواة الداخلية).
من المتوقع أن يستحوذ اللب الداخلي على معظم اللب الخارجي بعد حوالي 3-4 مليار سنة من الآن، مما سيسفر عن نواة صلبة تقريبا تتكون من الحديد والعناصر الثقيلة الأخرى التي تساعد في نمو النواة الداخلية. سيتألف الغلاف السائل المتبقي أساسا من عناصر أخف والتي ستخضع لاختلاط الأقل. بدلا من ذلك، إذا وصلت بعض الصفائح التكتونية لنهايتها، سيصبح تبريد السطح الداخلي أقل كفاءة، مما قد يؤدي إلى إنهاء نمو النواة الداخلية. في كلتا الحالتين، وهذا يمكن أن يؤدي إلى فقدان الدينامو المغناطيسي. بدون عمل دينامو ، لذا سيتعرض المجال المغناطيسي للأرض للاضمحلال في فترة زمنية قصيرة جيولوجيا ما يقرب من 10000 سنة. فإن خسارة الغلاف المغناطيسي ستسبب زيادة في تآكل العناصر الخفيفة، وبخاصة الهيدروجين، من الغلاف الجوي الخارجي للأرض في الفضاء، مما سيؤدى إلى ظروف أقل ملائمة للحياة.

## تطور النظام الشمسي

تطور توهج ونصف القطر ودرجة الحرارة الفعالة في الشمس بالمقارنة مع خصائص الشمس الحالية بعد ريباس (2010)

يستند توليد الطاقة الشمسية على اندماج نووي حراري من الهيدروجين إلى الهليوم. يحدث هذا في منطقة قلب النجم باستخدام عملية تفاعل سلسلة (بروتون-بروتون). لأنه لا يوجد انتقال للحرارة في نواة الشمس، تركيز غاز الهليوم يتراكم في تلك المنطقة دون أن توزع في جميع أنحاء النجوم. درجة الحرارة في قلب الشمس منخفضة جدا للاندماج النووي لذرات الهيليوم خلال عملية ألفا الثلاثي، لذلك هذه الذرات لا تساهم في توليد الطاقة الصافية المطلوبة للحفاظ على التوازن الهيدروستاتيكي للشمس.
في الوقت الحاضر، قد تم استهلاك ما يقرب من نصف الهيدروجين المتواجد في جوهر الشمس ، مع ما تبقى من الذرات المكونة أساسا من الهيليوم. حيث بلغ عدد ذرات الهيدروجين وفقا لانخفاض الكتلة، فكذلك أيضا يحدث إنتاج للطاقة عن طريق الاندماج النووي. هذا يؤدي إلى انخفاض في ضغط الدعم، والذي يجعل القلب يتعاقد حتى زيادة الكثافة ودرجة الحرارة والذي يرفع الضغط الخاص بقلب الشمس في توازن أعلى مع الطبقات. يؤدي ارتفاع درجة حرارة الهيدروجين المتبقية للخضوع الانصهار بمعدل أسرع، وبالتالي توليد الطاقة اللازمة للحفاظ على التوازن.
كانت الزيادة مطردة في إنتاج الطاقة الشمسية هي بمثابة ناتج لهذه العملية. عندما أصبحت الشمس لأول مرة سلسلة النجم الرئيسية، فإنه أشعت 70٪ فقط من اللمعان الحالي. ازداد اللمعان بطريقة خطية تقريبا حتى وقتنا الحاضر، حيث ترتفع بنسبة 1٪ كل 110 مليون سنة. وبالمثل، في ثلاثة بلايين سنة ومن المتوقع أن تكون الشمس مضيئة أكثر بنسبة 33٪، وأخيرا يتم استنفاد وقود الهيدروجين في الصميم بعد خمسة مليارات سنة، عندها ستكون الشمس أكثر إضاءة بنسبة 67٪ مما هو عليه الآن. بعد ذلك ستواصل الشمس حرق الهيدروجين في القذيفة المحيطة بجوهرها، حتى تصل الزيادة في نسبة لمعانها إلى 121٪ من القيمة الحالية. هذا يمثل نهاية تسلسل العمر الرئيسي للشمس ، وبعد ذلك سوف تمر من خلال مرحلة التضخم وتتطور لتصبح عملاقا أحمر.
وبحلول هذا الوقت، وينبغي أن يكون جاري اصطدام مجرة درب التبانة بالمجرات الأخرى المتسلسلة. على الرغم من أن هذا يمكن أن يؤدي إلى طرد النظام الشمسي خارج المجرة المتضامنة حديثا ، ويعتبر أنه من غير المحتمل أن يكون له أي تأثير سلبي على الشمس أو الكواكب.

### تأثير المناخ
إن معدل سرعة تجوية معادن السيليكات ستزيد عن سرعة ارتفاع درجات حرارة بنفس السرعة التي تزيد بها درجات حرارة العمليات الكيميائية. وهذا بدوره سوف يقلل من مستوى ثاني أكسيد الكربون في الغلاف الجوي، وستحول عمليات التجوية غاز ثاني أكسيد الكربون إلى كربونات صلبة. ضمن ال 600 مليون سنة القادمة ، وتركيز ثاني أكسيد الكربون سوف ينخفض إلى ما دون الدرجة الحرجة اللازمة للحفاظ على C3 الضوئي: حوالي 50 جزء لكل مليون. في هذه المرحلة، الأشجار والغابات في أشكالها الحالية لن تعد قادرة على البقاء على قيد الحياة،  ستكون آخرالأشجار الحية هي الصنوبريات دائمة الخضرة. ومع ذلك، يمكن لC4 تثبيت الكربون المستمر بتركيزات أقل من ذلك بكثير، وصولا إلى أكثر من 10 جزء من المليون.هكذا قد تكون المصانع التي تستخدم C4 الضوئي قادرة على البقاء على قيد الحياة 800 مليون سنة على الأقل، وربما قد تصل المدة إلى 1.2 مليار سنة من الآن، وبعد ارتفاع درجات الحرارة لن يستطيع الغلاف الحيوي تحملها. حاليا، النباتات التي تحيا بC4 تمثل حوالي 5٪ من الكتلة الحيوية النباتية الأرض و 1٪ من الأنواع النباتية المعروفة. على سبيل المثال، حوالي 50٪ من جميع أنواع الأعشاب (النجيلية) تميل إلى استخدام مسار C4 الضوئي،  كما يفعل العديد من الأنواع في الأسرة العشبية القطيفية.
عندما يحدث سقوط لمستويات ثاني أكسيد الكربون إلى الحد حيث يكون التمثيل الضوئي بالكاد مستدام، ومن المتوقع أن تتذبذب صعودا وهبوطا في نسبة ثاني أكسيد الكربون في الغلاف الجوي. وهذا سوف يسمح للنباتات البرية بأن تزدهر في كل مرة يرتفع فيها مستوى ثاني أكسيد الكربون بسبب النشاط التكتوني والحياة الحيوانية. ومع ذلك، فإن الاتجاه على المدى الطويل هو أن الحياة النباتية على الأرض ستنتهي تماما حيث أن معظم الكربون المتبقي في الغلاف الجوي يصبح محتجزا في الأرض.  بعض الميكروبات قادرة على التمثيل الضوئي باستخدام تركيزات ثاني أكسيد الكربون.
من بضعة أجزاء لكل مليون، فإن أشكال الحياة ربما تختفي فقط بسبب ارتفاع درجات الحرارة وفقدان الغلاف الحيوي.
هذا بالنسبة للنباتات، أما الحيوانات فيمكنها البقاء على قيد الحياة أطول عن طريق تطوير استراتيجيات أخرى قد تتطلب قدرا أقل من ثاني أكسيد الكربون لعمليات التمثيل الضوئي، لتصبح آكلة اللحوم، لتتكيف مع الجفاف، أوترتبط مع الفطريات. وهذه التعديلات من المرجح أن تظهر بالقرب من بداية الاحتباس الحراري الرطب .
فقدان الحياة النباتية يؤدي أيضا إلى فقدان في نهاية المطاف من الأوكسجين وكذلك الأوزون بسبب تنفس الحيوانات، التفاعلات الكيميائية في الغلاف الجوي، والثورات البركانية، وهذا يعني تخفيف أقل من الأشعة فوق البنفسجية الضارة للحمض النووي، وكذلك كما تحدث وفاة الحيوانات. أول الحيوانات ستختفي ستكون الثدييات الكبيرة، تليها الثدييات الصغيرة والطيور والبرمائيات والأسماك الكبيرة والزواحف والأسماك الصغيرة، وأخيرا اللافقاريات. قبل أن يحدث ذلك فمن المتوقع أن الحياة ستتركز على على اماكن اللجوء إلى درجات حرارة منخفضة مثل الارتفاعات العالية حيث تقل مساحة الأرض المتاحة، وبالتالي تقييد أحجام السكان.إن الحيوانات الصغيرة التي ستظل باقية على قيد الحياة أفضل من تلك الأكبر بسبب متطلبات الأكسجين الأقل، في حين أن الطيور سوف تحقق نتائج أفضل من الثدييات وذلك بفضل قدرتها على السفر لمسافات كبيرة بحثا عن درجات حرارة أقل.
يقول الكتاب (بيتر إدوارد) و (دونالد براونلي) عن عملهم بخصوص الحياة والموت لكوكب الأرض أن بعض أشكال الحياة الحيوانية قد تستمر حتى بعد أن أكثر الأنواع من الحياة النباتية على الأرض قد تختفى. (وارد وبراونلي) استخدموا الأدلة الأحفورية من طفل برجس في كولومبيا البريطانية في كندا، لتحديد مناخ الانفجار الكمبري، واستخدامها للتنبؤ بالمناخ في المستقبل عندما ترتفع درجات الحرارة العالمية الناجمة عن سخونة الشمس وانخفاض مستويات الأكسجين ستؤدي إلى الانقراض النهائي من الحياة الحيوانية. في البداية، إنهم يتوقعون أن بعض الحشرات والسحالي والطيور والثدييات الصغيرة قد تستمر في البقاء على قيد الحياة ، جنبا إلى جنب مع الحياة البحرية. ومع ذلك، من دون تجديد الأكسجين للحياة النباتية، إلا أنهم يعتقدون أن الحيوانات ربما تموت اختناقا في غضون بضعة ملايين من السنين. حتى لو كان ما يكفي من الأوكسجين للبقاء في الغلاف الجوي من خلال استمرار شكل ما من أشكال التمثيل الضوئي، فإن الارتفاع المطرد في درجات الحرارة العالمية سيؤدي إلى فقدان تدريجي للتنوع البيولوجي.
مع استمرار درجات الحرارة في الارتفاع، سوف يتم استرجاع الحياة الحيوانية عند القطبين، وربما تحت الأرض. فإنها ستصبح نشطة في المقام الأول خلال الليل القطبي، وستقوم بالبيات الصيفي خلال النهار القطبي بسبب الحرارة الشديدة. إن كثيرا من مساحة السطح ستصبح صحراء قاحلة ويُحتمل في المقام الأول أن توجد حياة في المحيطات.  مع ذلك، سيرجع هذا إلى الانخفاض في الكمية أو المواد العضوية القادمة للمحيطات من الأرض وكذلك الأكسجين في الماء،  الحياة ستختفي هناك أيضا بعد مسار مماثل لتلك التي على سطح الأرض. ومن شأن هذه العملية أن تبدأ مع فقدان أنواع المياه العذبة وتختتم باللافقاريات،  ولا سيما تلك التي لا تعتمد على النباتات مثل النمل الأبيض أو تلك الفتحات الحرارية المائية القريبة مثل الديدان من جنس (ريفيتيا) الحية. ونتيجة لهذه العمليات، ستكون أشكال الحياة متعددة الخلايا قد انقرضت بعد حوالي 800 مليون سنة، وحقيقيات النوى ستنقرض بعد 1.3 مليار سنة، تاركة فقط بدائيات النوى.

### فقدان المحيطات

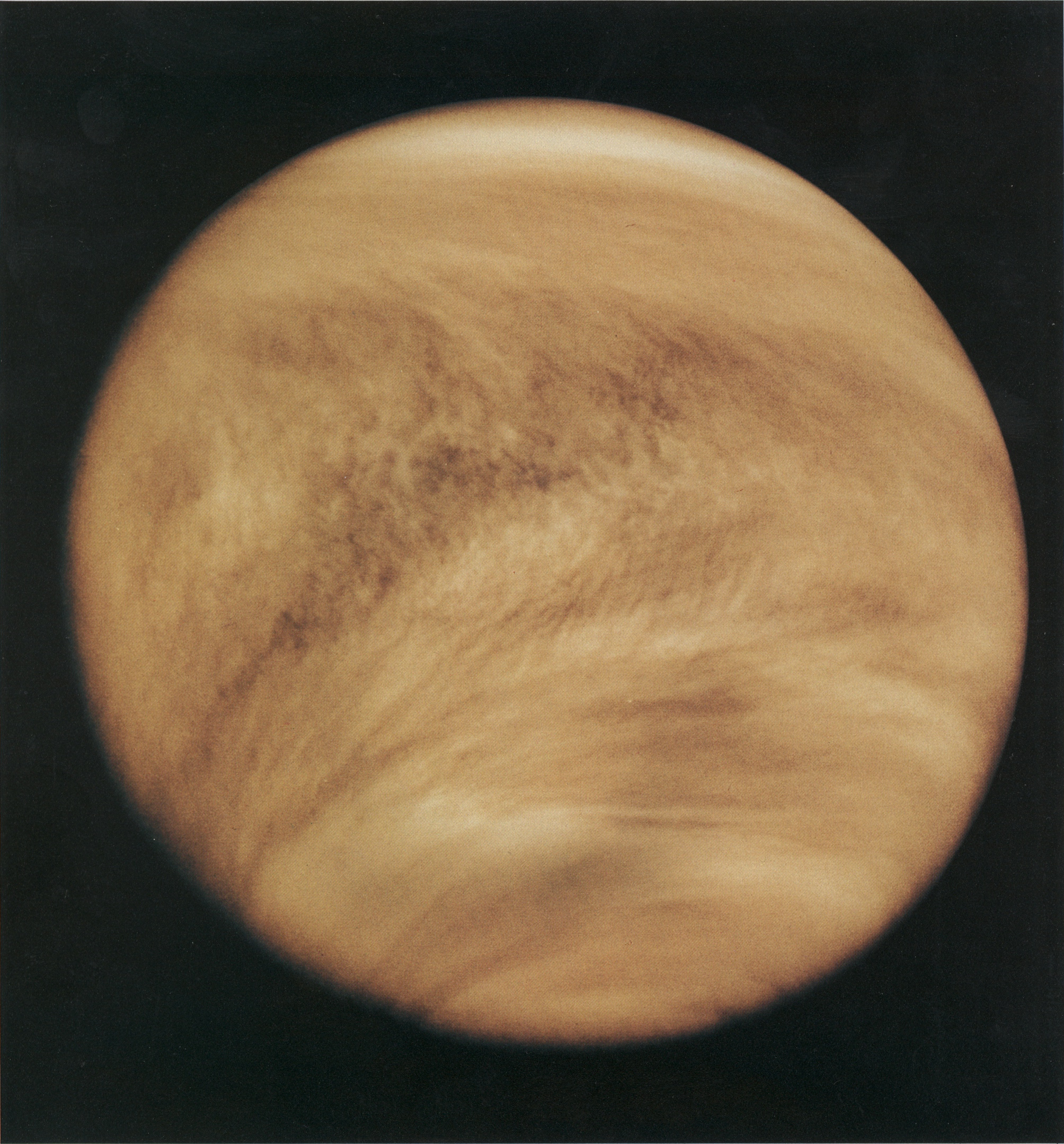
الغلاف الجوي لكوكب الزهرة هو في حالة "الاحتباس الحراري الرطب".

بعد مليار سنة من الآن، سيكون قد تم اندساس حوالي 27٪ من المحيط الحديث خلال مرحلة انتقال الحرارة. إذا سمح لهذه العملية أن تستمر دون انقطاع، فإنه ستصل إلى حالة التوازن حيث 65٪ من خزان السطح الحالي سيبقى على السطح. وبمجرد أن سطوع الشمس أعلى 10٪ من قيمته الحالية، فإن متوسط درجة الحرارة السطحية العالمية سترتفع إلى 320 K (47 درجة مئوية، 116 درجة فهرنهايت). ستنتشر رطوبة الاحتباس الحراري بالغلاف الجو مما سيؤدي إلى حدوث احتباس حراري رطب للمحيطات.  في هذه المرحلة، ونماذج من بيئة الأرض في المستقبل ستدل على أن طبقة الستراتوسفير ستحتوي على مستويات متزايدة من المياه. وسيتم تقسيم جزيئات الماء إلى الأسفل من خلال الانحلال الضوئي بواسطة الأشعة فوق البنفسجية الشمسية، مما سيتيح للهيدروجين الهروب من الغلاف الجوي. وستكون النتيجة النهائية متلخصة في فقدان مياه البحر في العالم بنحو (1.1) بليون سنة من الوقت الحاضر. وستكون هذه خطوة درامية بسيطة في إبادة جميع أشكال الحياة على الأرض.
سيكون هناك شكلان من هذه الملاحظات للاحتباس في المستقبل: «رطوبة الاحتباس الحراري» ستهيمن على بخار الماء في الغلاف الجوي بينما يبدأ بخار الماء بالتراكم في طبقة الستراتوسفير (إذا المحيطات تبخرت بسرعة جدا)، و «الاحتباس الحراري هارب» حيث سيصبح بخار الماء والعنصر الغالب من الغلاف الجوي (إذا المحيطات تتبخر ببطء شديد). ستخضع الأرض للاحتباس الحراري السريع الذي يمكن أن يرسل درجة حرارة سطحه إلى أكثر من 900 درجة مئوية (1650 درجة فهرنهايت)، والجو سيكون طغت تماما من بخار الماء، مما سيتسبب في ذوبان سطحه بالكامل وقتل كل أشكال الحياة، وربما في حوالي ثلاثة مليارات سنة . في هذا العصر الخالي من المحيطات، سوف تستمر هناك لتكون الخزانات السطحية كما هو الماء الناتج بشكل مطرد من القشرة العميقة وانتقال الحرارة، حيث تشير التقديرات إلى وجود كمية من المياه تعادل عدة مرات ما هو موجود حاليا في محيطات الأرض . يمكن الاحتفاظ ببعض الماء في القطبين، وربما تكون هناك عواصف ممطرة في بعض الأحيان، ولكن بالنسبة للجزء الأكبر الكوكب ستغطي الظاهرة الصحراوية الجافة على مساحات كبيرة من خط الاستواء، وعدد قليل من المسطحات المالحة على ما كان مرة واحدة في قاع المحيط، على غرار تلك الموجودة في صحراء أتاكاما في تشيلي.
ومع عدم وجود الماء لتتلين لهم، من المرجح جدا أن تتوقف الصفائح التكتونية وأبرز علامات النشاط الجيولوجي ستظهر عندالبراكين التي تقع فوق النقاط الساخنة لانتقال الحرارة. في هذه الظروف القاحلة قد يحتفظ الكوكب ببعض الجراثيم وربما الحياة متعددة الخلايا. معظم هذه الميكروبات ستكون محبة للملوحة، والحياة يمكن أن تجد ملجأ جديد في الغلاف الجوي كما اقترح أن هذا ما يحدث على كوكب الزهرة. ومع ذلك، فإن الظروف القاسية على نحو متزايد من المرجح أن تؤدي إلى انقراض بدائيات النوى بين 1.6 مليار سنة و 2.8 مليارات سنة من الآن، مع آخر من يعيشون في البرك المتبقية من المياه في مناطق خطوط العرض العليا والمرتفعات أو في الكهوف مع المحاصرين بالجليد؛ الحياة تحت الأرض، مع ذلك، يمكن أن تستمر لفترة أطول. ماذا سيحدث بعد ذلك يعتمد على مستوى النشاط التكتوني. بيان ثابت من ثاني أكسيد الكربون بواسطة ثوران البراكين قد تتسبب في دخول الغلاف الجوي في حالة «صوبة زجاجية كبيرة» مشابهة لحالة كوكب الزهرة. ولكن كما ذكر أعلاه دون المياه السطحية، الصفائح التكتونية ربما تنتهي وأن معظم الكربونات تظل مدفونة بشكل آمن  حتى تصبح الشمس عملاقا أحمر وزيادة لمعانها لتسخين الصخور إلى حد إطلاق ثاني أكسيد الكربون.
فقدان المحيطات يمكن أن يتأخر حتى ملياري سنة في المستقبل إذا كان مجموع الضغط الجوي ينخفض. ومن شأن الضغط الجوي المنخفض أن يقلل من ظاهرة الاحتباس الحراري، وبالتالي تخفيض درجة حرارة سطح الأرض. يمكن أن يحدث هذا إذا حدثت العمليات الطبيعية لإزالة النيتروجين من الغلاف الجوي. وقد أظهرت دراسات الرواسب العضوية التي لا تقل عن 100 كيلوباسكال (0.99 ضغط جوي) من النيتروجين التي قد أزيلت من الغلاف الجوي على مدى الأربعة بلايين سنة الماضية. بما فيه الكفاية لمضاعفة الضغط على نحو فعال في الغلاف الجوي الحالي إذا كان لا بد من إطلاق سراحهم. هذا من شأنه أن معدل الإزالة سيكون كافيا لمواجهة آثار زيادة سطوع الشمس بعد مليارى سنة.
بعد 2.8 مليار سنة من الآن، فإن درجة حرارة سطح الأرض ستصل إلى 422 ك (149 درجة مئوية، 300 درجة فهرنهايت)، حتى في القطبين. عند هذه النقطة، سوف تموت أي حياة باقية بسبب الظروف القاسية. إذا فقدت الأرض المياه السطحية من خلال هذه النقطة، فإن البقاء سيظل على كوكب الأرض في نفس الظروف حتى تصبح الشمس عملاقا أحمر. وإذا لم يحدث هذا السيناريو، فإنه بعد حوالي 3-4 مليار سنة كمية بخار الماء في الغلاف الجوي السفلي سترتفع إلى 40٪ وسوف يبدأ حدوث ظاهرة الاحتباس الحراري الرطب بمجرد أن يصل توهج الشمس إلى 35-40 ٪ أكثر من قيمته في الوقت الحاضر. وهناك تأثير ناتج عن «المسببة للاحتباس الحراري الهارب»، مما يتسبب في تسخين الغلاف الجوي ورفع درجة حرارة سطح الأرض إلى حوالي 1600 K (1330 درجة مئوية، 2420 درجة فهرنهايت). وهذا يكفي لإذابة سطح الكوكب. ومع ذلك، فإن معظم الغلاف الجوي سيتم الاحتفاظ به حتى دخول الشمس مرحلة العملاق الأحمر.
مع انقراض الحياة، بعد 2.8مليون سنة من الآن، فإنه من المتوقع أن المساحات الطبيعية بالكرة الأرضية ستختفي، ليتم استبدالها بتوقيعات العمليات الغير بيولوجية.

### مرحلة العملاق الأحمر

حجم الشمس الحالي (الآن في التسلسل الرئيسي) مقارنة بحجمها المقدر خلال مرحلة العملاق الأحمر،

بمجرد أن تتغير الشمس من حرقها للهيدروجين في مركزها لحرقها الهيدروجين حول غلافها، سبدأ المركز في التقلص وسوف يتوسع الغلاف الخارجي. واللمعان الكلي سيزيد زيادة مطردة على مدى البليون سنة القادمة حتى تصل إلى 2730 مرة أكثر لمعانا من لمعانها الحالي في سنة 12167000000 سنوات. سيتم فقدان معظم الغلاف الجوي للأرض على مساحة وسيتكون سطحها من محيط الحمم مع قارات من المعادن وأكاسيد المعادن وكذلك الجبال الجليدية الناتجة من صهر المواد العائمة، ستصل درجة حرارة سطحه إلى أكثر من 2400 K (2130 درجة مئوية، 3860 °F). [90] والشمس تواجه فقدان كتلة أسرع، مع حوالي 33٪ من إجمالي كتلة تسليطها مع الرياح الشمسية. فإن فقدان الكتلة يعني أن مدارات الكواكب سوف تتوسع. والمسافة المدارية من الأرض ستزيد على الأكثر بمعدل 150٪ من قيمته الحالية.
فإن الجزء الأكثر سرعة في توسع الشمس إلى عملاق أحمر ستحدث خلال المراحل النهائية، عندما سيكون عمر الشمس حوالي 12 مليار سنة. ومن المرجح أن تتوسع لابتلاع كل من عطارد والزهرة، لتصل إللى الحد الأقصى لدائرة نصف قطرها من 1,2، الاتحاد الإفريقي (180,000,000 كم). ستتفاعل الأرض عبر المد والجزر مع الغلاف الجوي الخارجي للشمس، الذي من شأنه أن يعمل على تخفيض نصف قطر المدار الأرضي. ستقوم السحب المتكونة من جو الشمس بتقليل المدار الأرضي. وهذه الآثار تعمل على موازنة تأثير فقدان كتلة من الشمس، ومن المحتمل أن يتم اجتياح الأرض بواسطة الشمس.
سحب الغلاف الجوي للشمس قد تؤدي إلى اضمحلال مدار القمر. سيقترب مدار القمر مرة واحدة لمسافة 18470 كم (11480 ميل)، سوف تكسر حد روش الأرض. وهذا يعني أن تفاعل المد والجزر مع الأرض سوف يكسر جزءا من القمر، ويحوله إلى نظام جماعي. ومعظم الحلقة ستدور ثم تبدأ في الاضمحلال، وسوف يؤثر الحطام على الأرض. وبالتالي، حتى لو لم تكن الأرض قد ابتلعت من قبل الشمس فحينها سيكون كوكب الأرض بدون قمر. الاجتثاثات والتبخر الناجمين عن سقوطها على مسار تدهور نحو الشمس قد يزيل القشرة الأرضية والعباءة الحرارية، ثم تدميره نهائيا على الأكثر بعد 200 سنة. وبعد هذا الحدث، سيكون الإرث الوحيد للأرض به زيادة طفيفة جدا (0.01٪) من المعادن الشمسية.
بدلا من ذلك، ينبغي على الأرض أن تنجو من أن يتم اجتياحها من قبل الشمس ، الاجتثاث والتبخير ذكر من قبل أنهما قد يجردان كلا من القشرة والعباءة الحرارية تاركين فقط المركز.

### مرحلة ما بعد العملاق الأحمر

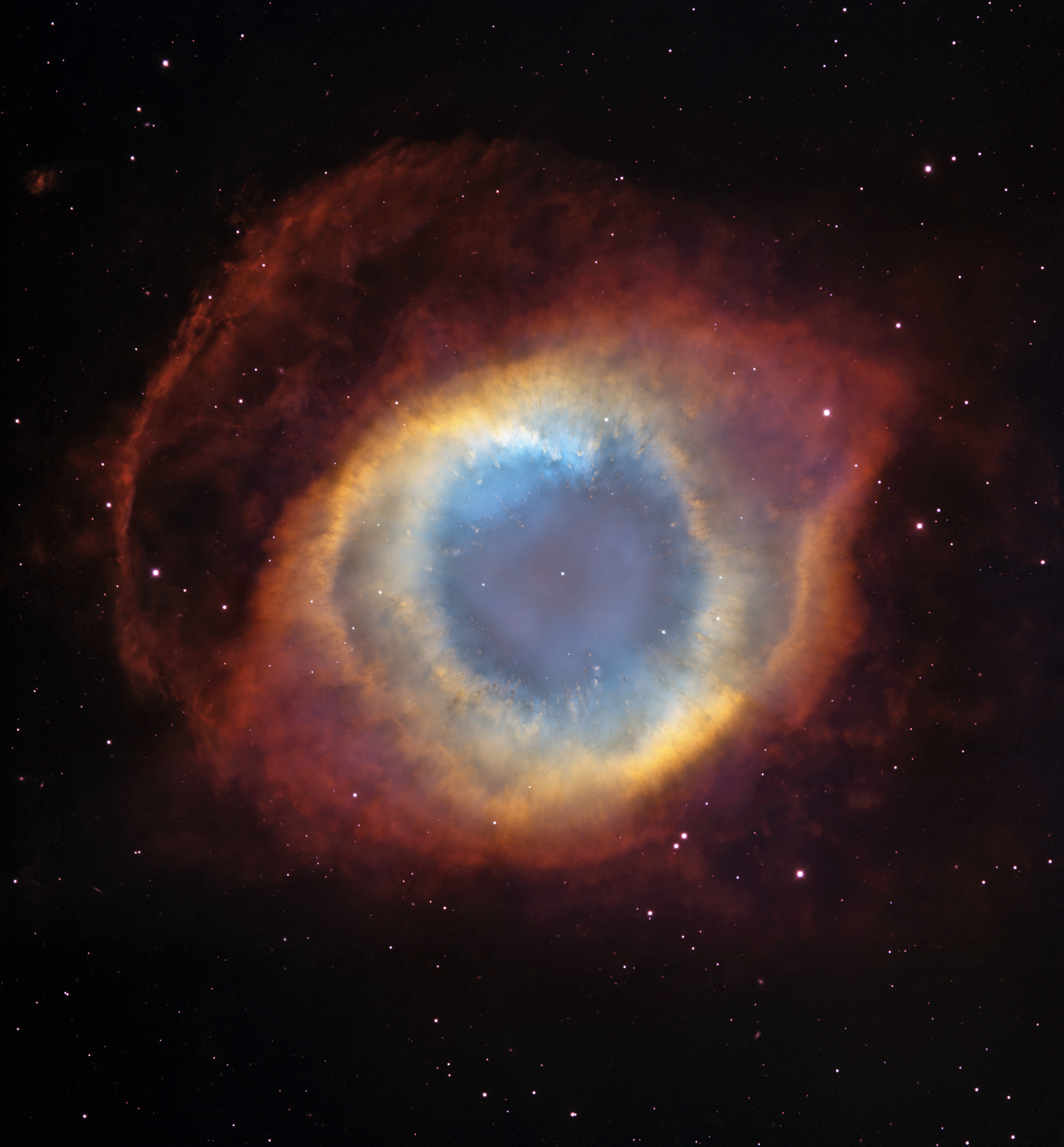
سديم اللولب، هو سديم كوكبي مشابه للسديم الذي ستنتجه الشمس في 8 مليارات سنة.

بعد دمج الهليوم المتواجد في مركزها بالكربون، سوف تبدأ الشمس في الانهيار مرة أخرى، وتتطور إلى التقلص لنجم قزم أبيض بعد إخراج الغلاف الجوي الخارجي بوصفها السديم الكوكبي. بعد 50 مليار سنة، إذا لم يتم غمر الأرض والقمر بواسطة الشمس، سوف تصبح متعلقة بالمد والجزر، مع إظهار وجه واحد فقط إلى الآخر.
بعد ذلك، فإن تفاعل المد والجزر مع لشمس سيقوم بإخراج الزخم الزاوي من النظام، مما سيتسبب في تسوس المدار القمري ليزيد من سرعة دوران الأرض .
أشارت التقديرات إلى أن القمر قد ينتهي بالارتطام بالأرض، بعد حوالي 65 مليار سنة، على افتراض أنها لم يتم تدميرها من قبل العملاق الأحمر الشمسى، ويرجع ذلك إلى الطاقة المتبقية من النظام الأرض والقمر الذي سيستنزف بواسطة بقايا الشمس، مما سيتسبب في تحرك القمر ببطءإلى الداخل في اتجاه الأرض.
على مدى فترات زمنية بعد حوالي 30 تريليون سنة، الشمس سوف تقوم بالخضوع نتيجة لقاء قريب مع نجم آخر. ونتيجة لذلك، يمكن أن تصبح مدارات الكواكب معطلة، ومن المحتمل أن يتم طردهم من النظام تماما. إذا لم يتم تدمير الأرض من توسع العملاق الأحمر (الشمس) بعد 7.6 مليار سنة وليس طردها من مدارها نتيجة للقاء الممتاز، وسيكون مصيرها النهائي قائما على أنها ستصطدم مع قزم أسود للشمس بسبب اضمحلال مدارها عن طريق إشعاع الجاذبية، بعد 1020 (100 كوينتيليون) سنة.